# Fiskartorpet, Svartsjö

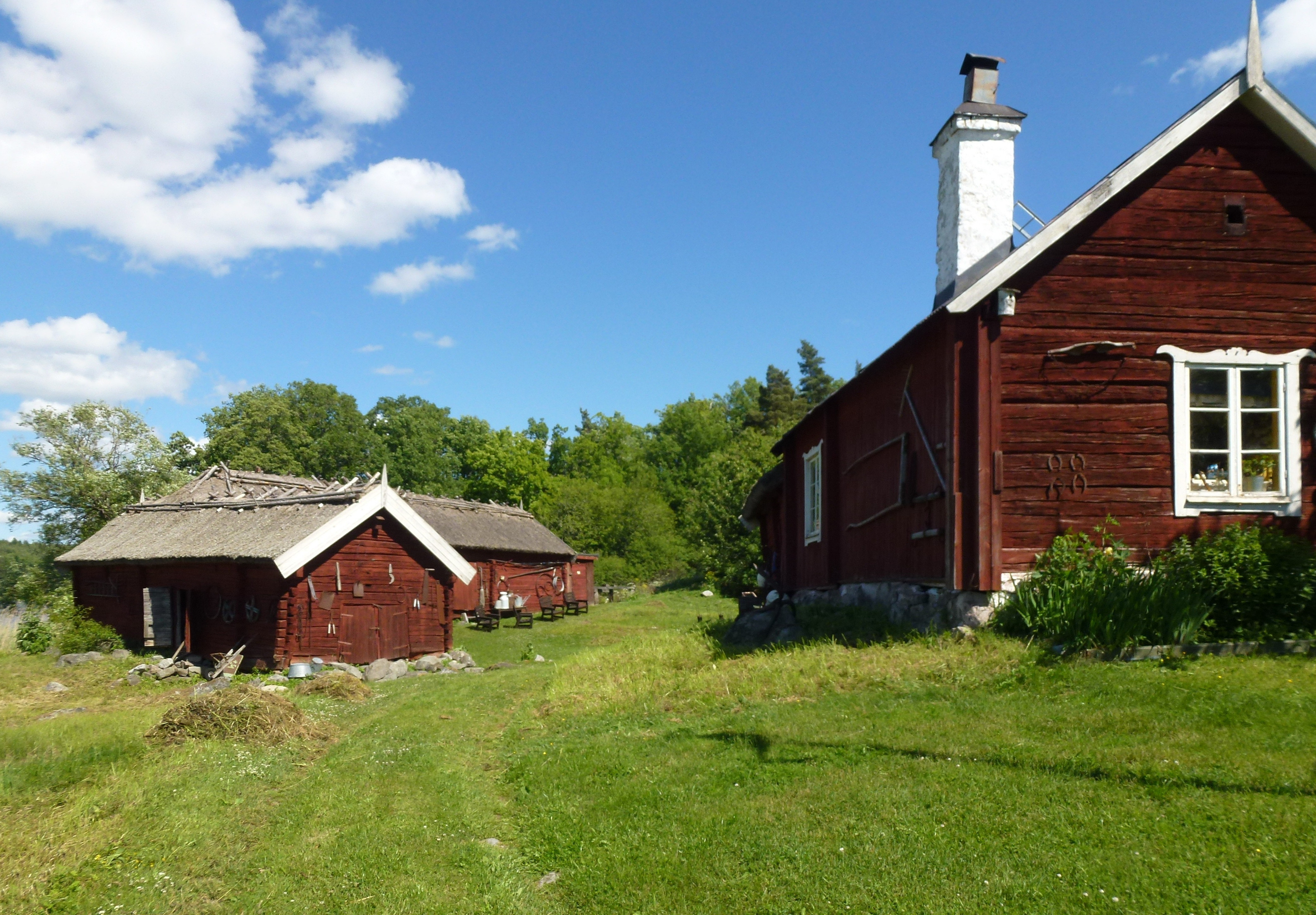
Fiskartorpet i juni 2013.

Fiskartorpet (även kallad Fiskarudden) är ett torp vid Svartsjö på Färingsö i Ekerö kommun, Stockholms län. Fiskartorpet "Fiskarudden" är med sina välbevarade och ålderdomliga byggnader troligen den mest genuint bevarade torpmiljön i Stockholms län. Fiskartorpet är numera skyddat som byggnadsminne. Torpet ägs av Statens fastighetsverk och hyrs ut som fritidshus.

## Historik

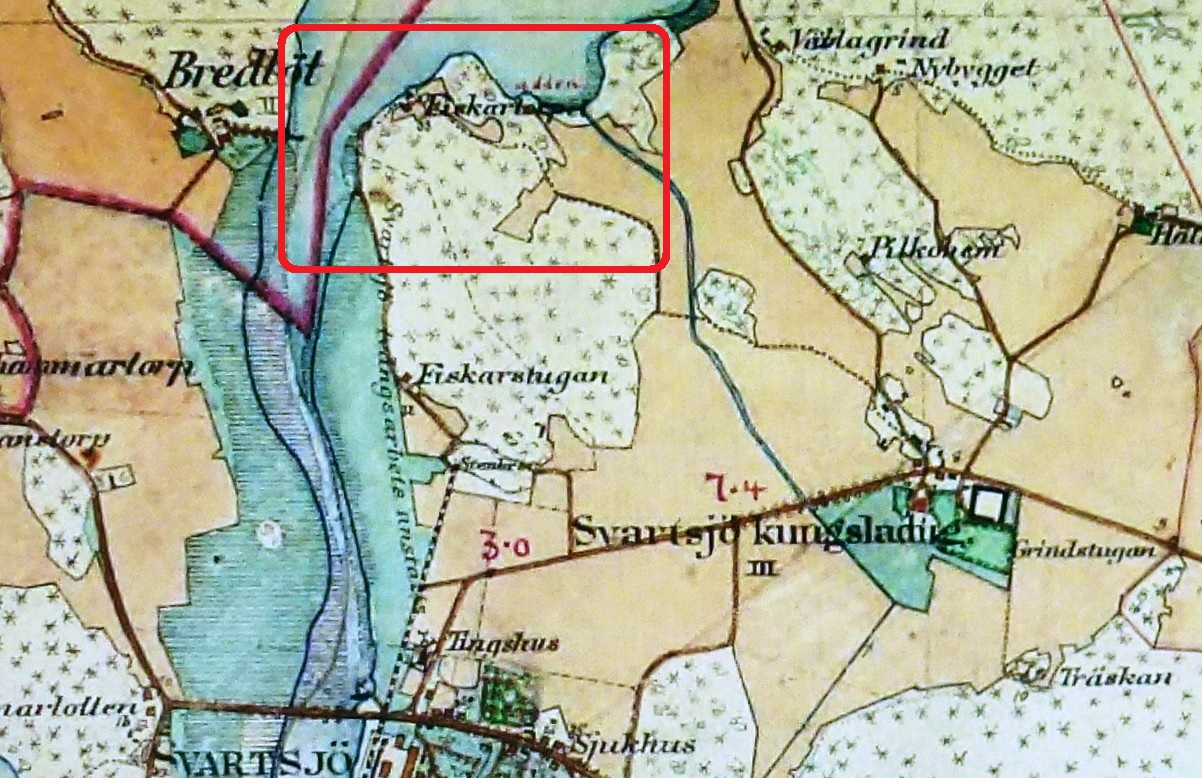
Läget för Fiskartorpet/-udden.

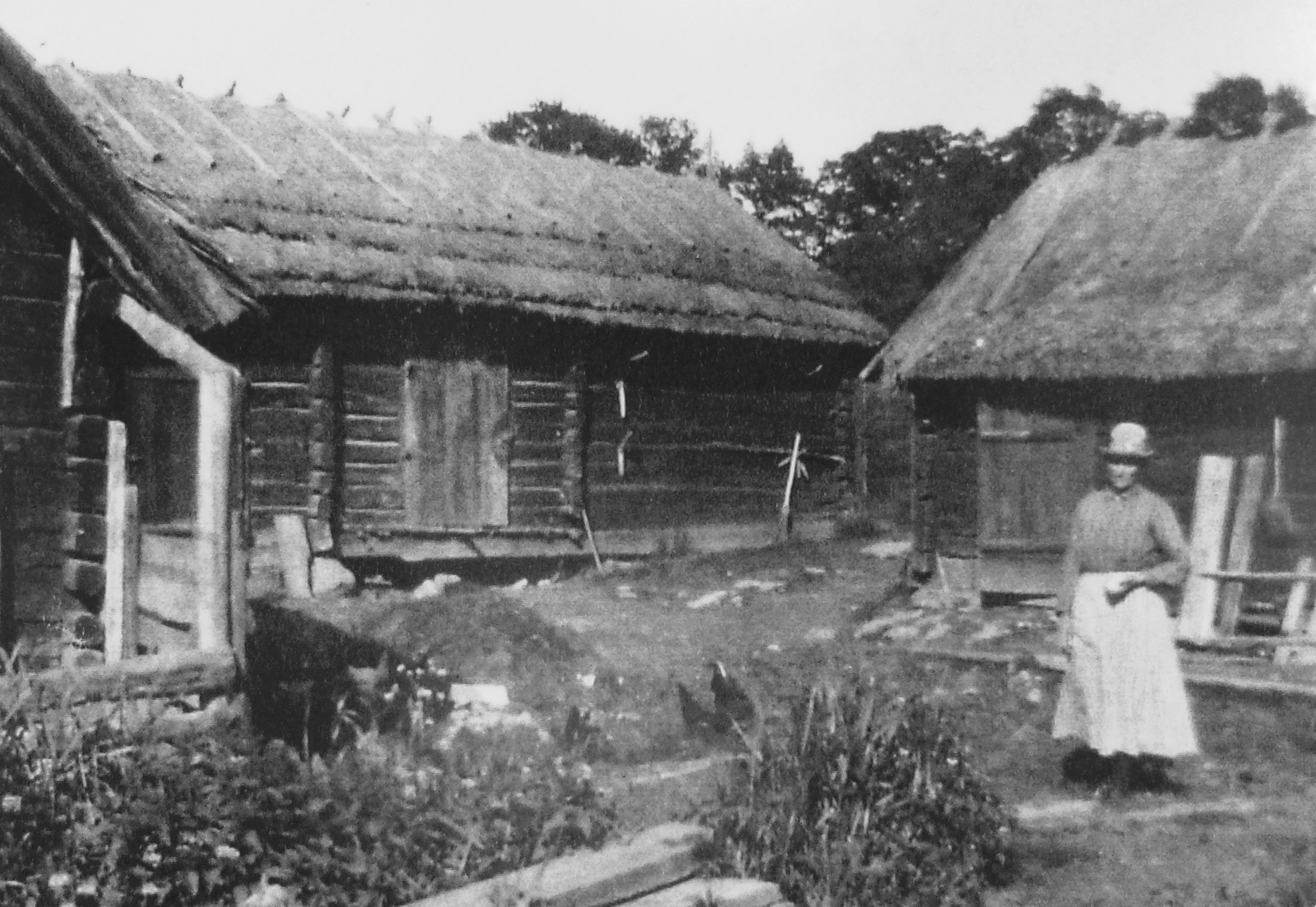
Hedvig Nessling framför sitt numera rivna stall på 1950-talet. Då låg råghalm på taken.

Fiskarudden är egentligen namnet på den lilla udde där torpet är beläget, men i 1700-talshandlingar kallas stället Fiskartorpet. Torpet var bland de sju första som uppfördes under Svartsjö kungsgård. Med tiden blev det hela 30 torp, idag återstår bara tio, där Fiskartorpet har den mest ursprungliga miljön bevarad. Namnet tyder på att den förste ägaren var fiskare.
Hur gamla Fiskartorpets byggnader är inte fastställt. Manbyggnaden är en timrad, rödfärgad enkelstuga på gråstensgrund. Taket var tillfälligt täckt med korrugerad plåt, efter att vasstaket tjänat ut. Plåten ersattes med vasstak på sommaren 2013. Den vidbyggda boden är också knuttimrad och har även den vasstak. Också de idag kvarstående ekonomibyggnaderna är knuttimrade och har vasstak. Ursprungligen låg råghalm på taken.
På en karta från 1815 framgår samma bebyggelse som idag samt ett stall som numera är rivet. Då var den 25-årige Pehr Andersson torpare. Här bodde han med sin hustru Charlotta, två barn, en trettonårig dräng och en elvaårig piga. I stallet hade familjen troligen ett par kor, en häst, en gris, några får och ett par höns. År 1891 var Lars Magnus Karlsson torpare, hans familj bestod av hustrun och nio barn.  Carl Gustaf och Hedvig Charlotta Nessling var den sista torparfamiljen på Fiskarudden. De flyttade in 1899 och efter makens bortgång 1930 bodde änkan Hedvig Charlotta Nessling kvar fram till sin död 1957. Fiskartorpet ägs och förvaltas av Statens fastighetsverk och är sedan 1992 ett statligt byggnadsminne.

## Bilder

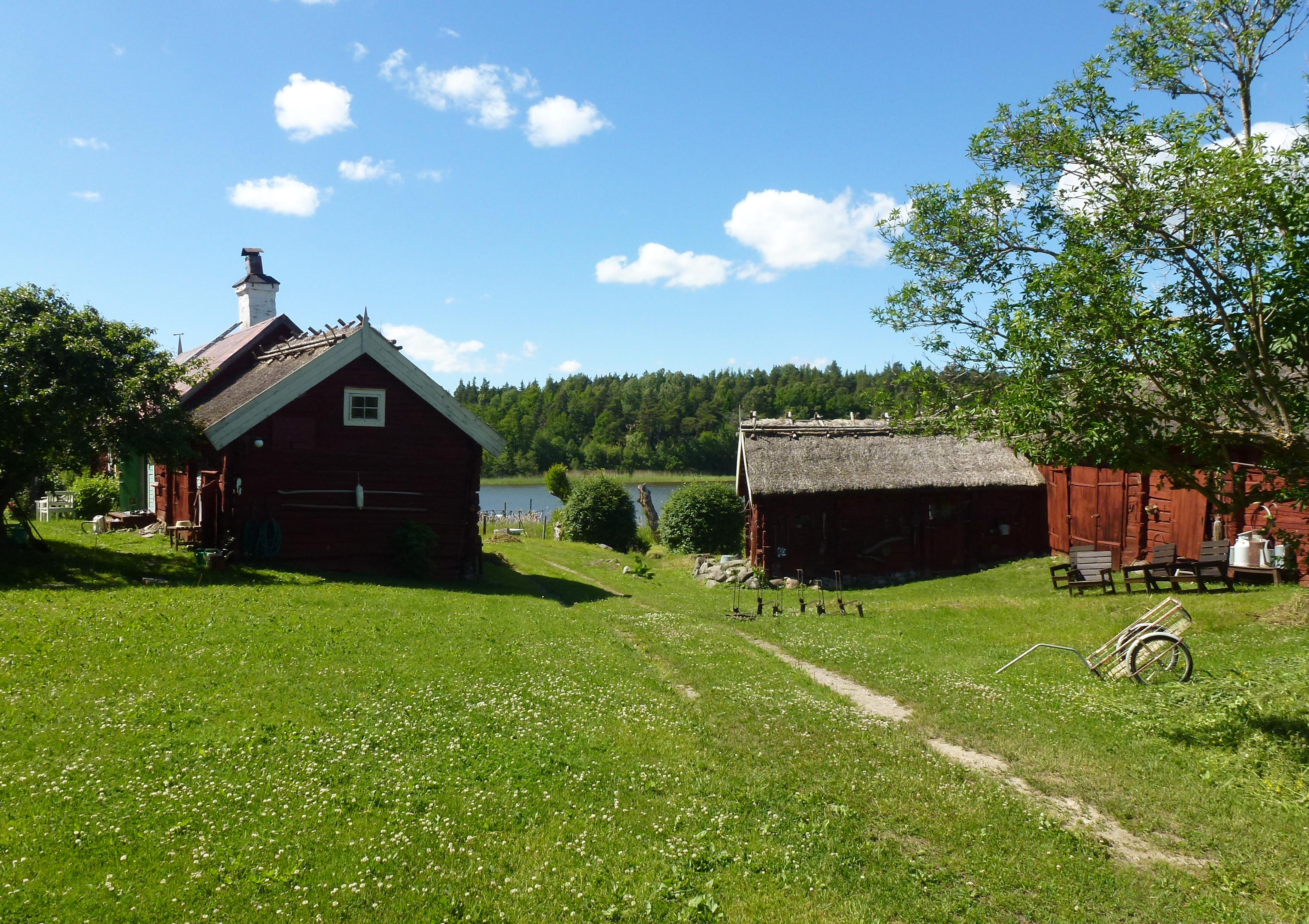
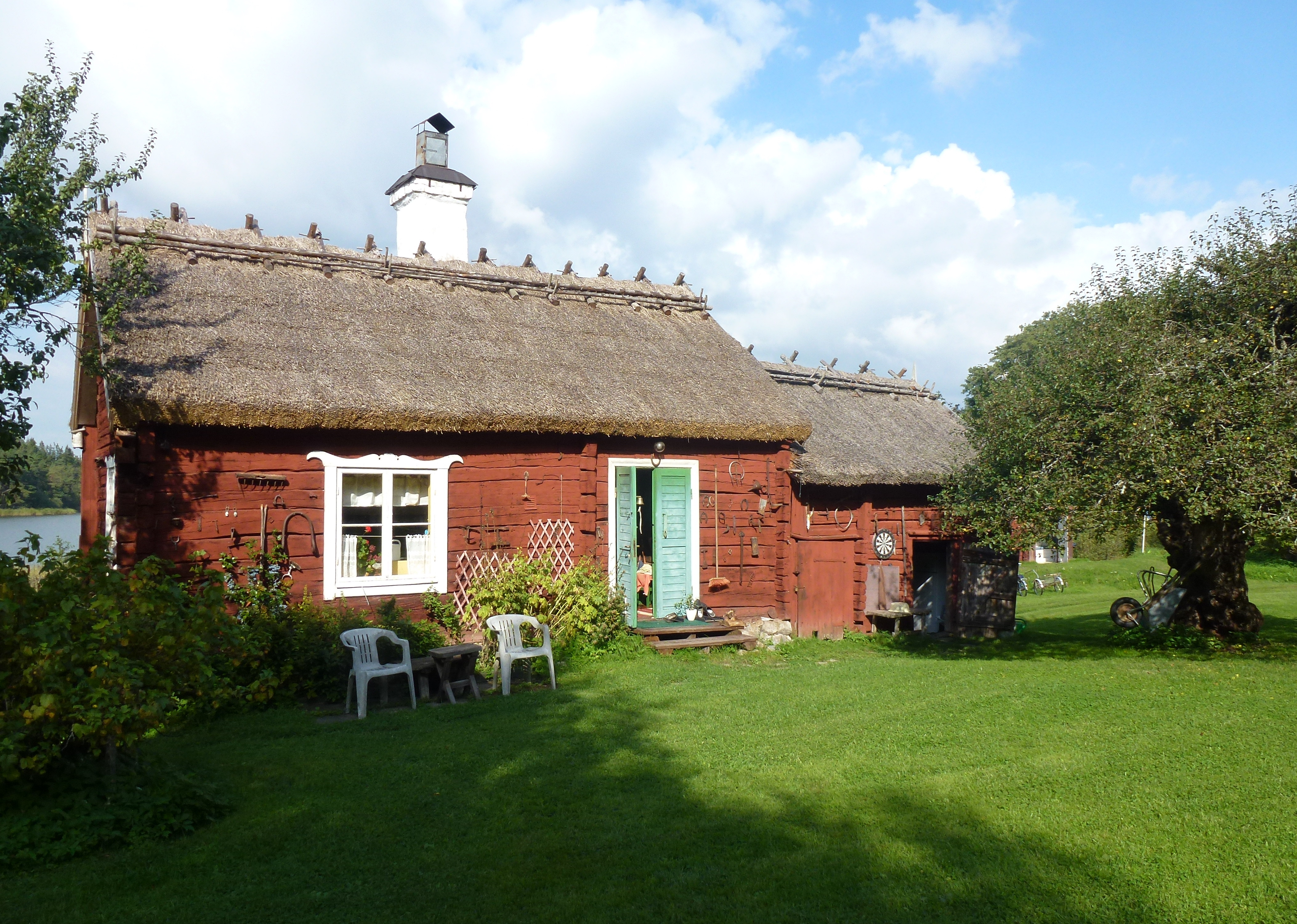
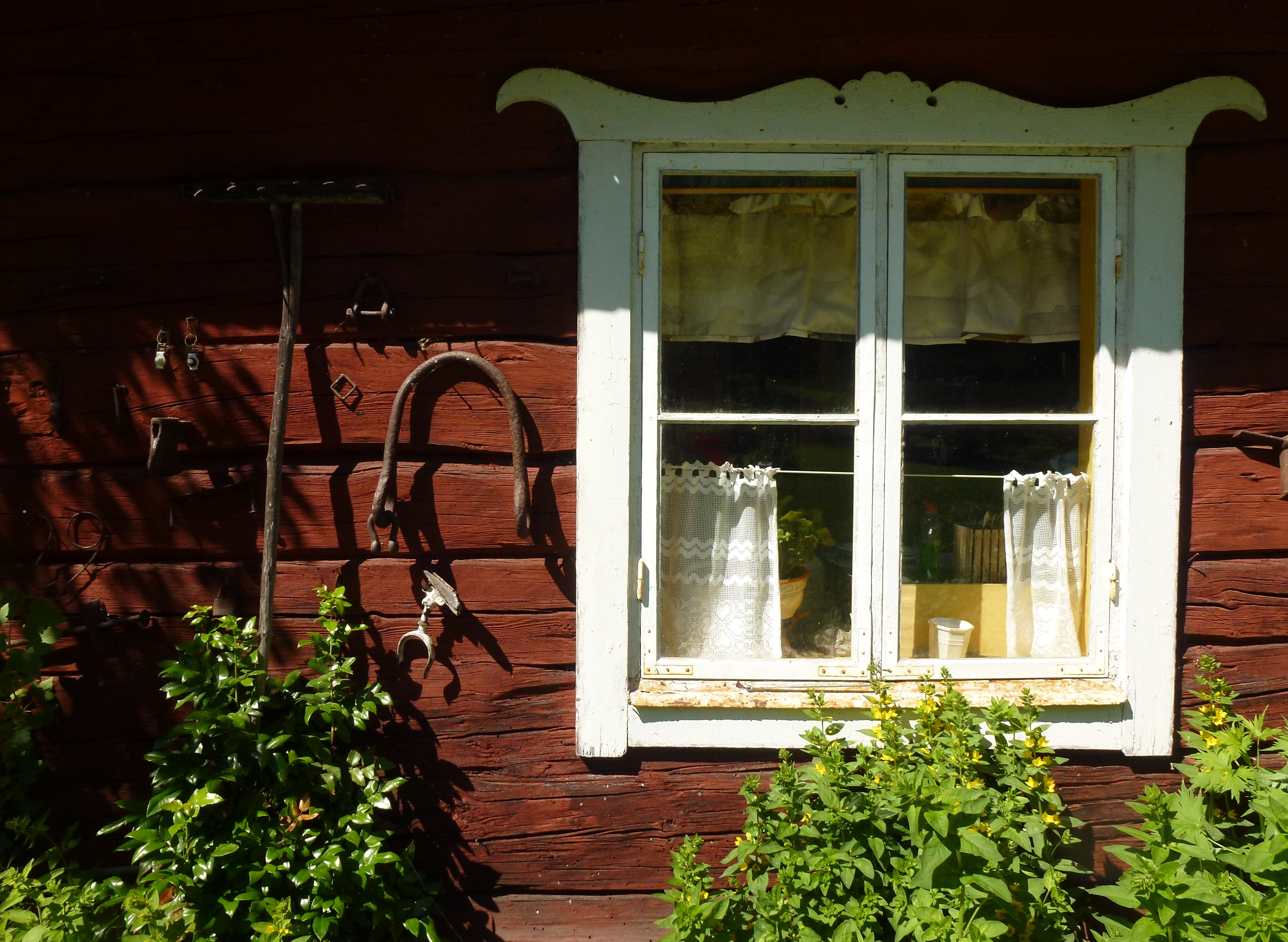
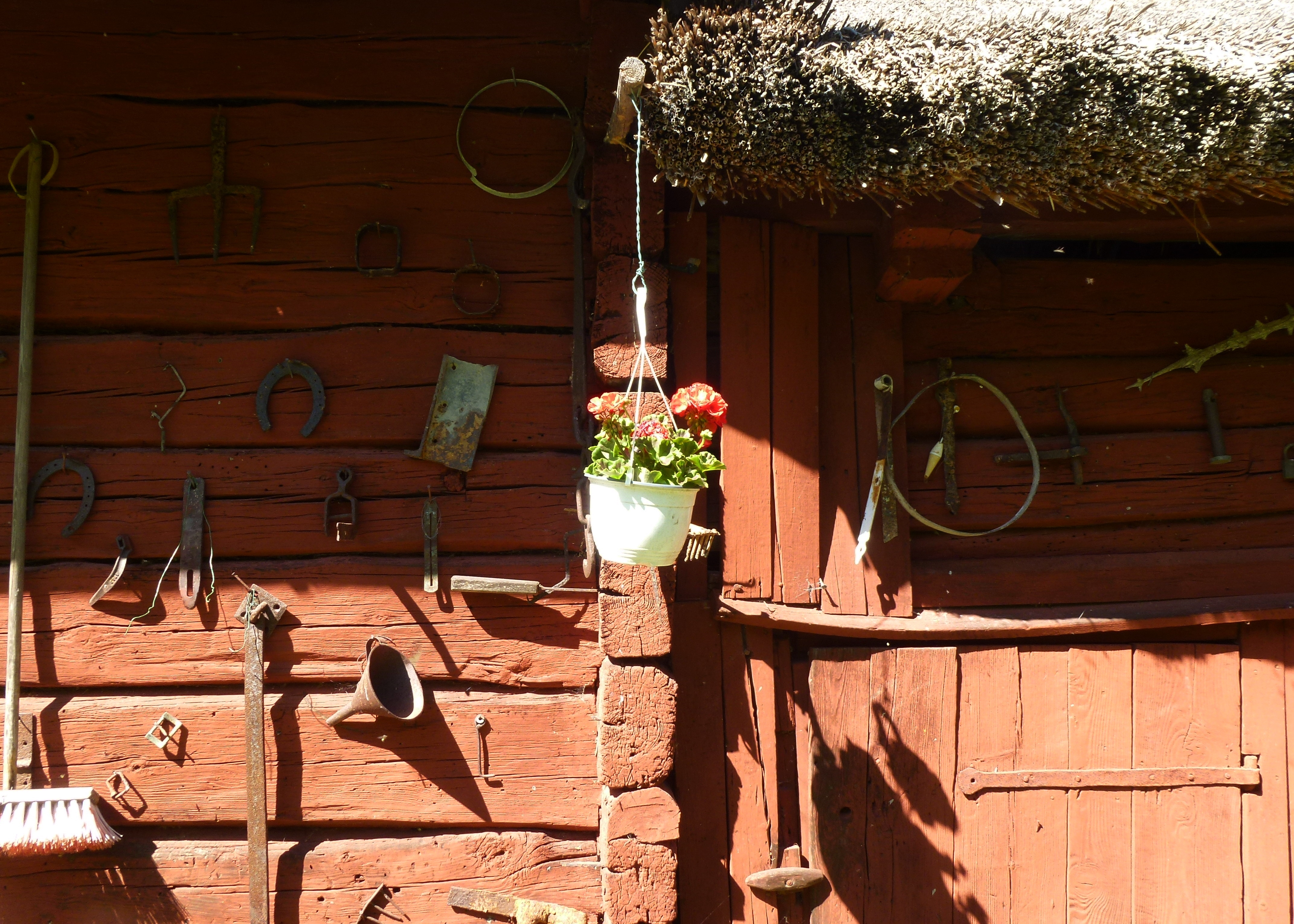
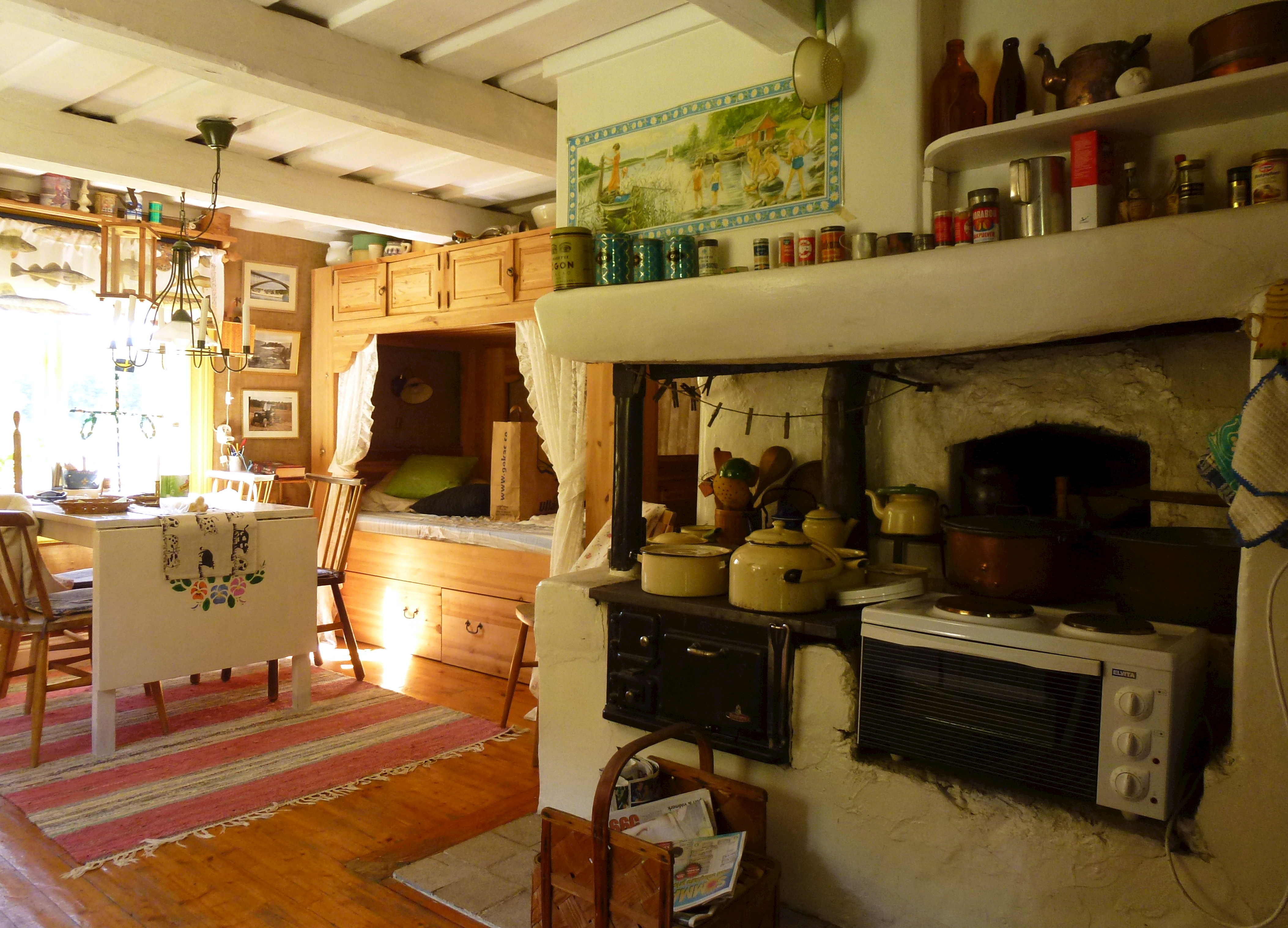